# Снайдер, Рик
Ричард «Рик» Снайдер (англ. Richard D. «Rick» Snyder; род. 19 августа 1958, Батл-Крик, Мичиган) — американский политик, представляющий Республиканскую партию. 48-й губернатор штата Мичиган (2011—2018).

## Биография

### Ранняя жизнь, образование и семья
Снайдер родился в Батл-Крике, штат Мичиган, в семье Элен Луэллы и Дейла Снайдеров. Когда ему было 16 лет, он по выходным посещал бизнес-курсы в колледже Kellogg Community. В возрасте 23 лет Снайдер получил степени бакалавра общих наук, магистра делового администрирования и доктора права в Мичиганском университете. Снайдер также работал помощником профессора бухгалтерского учёта в Мичиганском университете.
Снайдер живёт в Анн-Арборе с женой Сью и их тремя детьми, а также имеет загородный дом около озера Ган. Пара поженилась в 1987 году в пресвитерианской церкви Черри Хилл в Дирборне.

### Карьера в бизнесе
С начала своей карьеры Снайдер работал в финансовой сфере. В 1982—1991 годах Снайдер работал в компании PricewaterhouseCoopers, начав в налоговом отделе в детройтском офисе, а в 1988 году став партнёром. В 1991—1997 годах Снайдер работал в компьютерной компании Gateway, Inc., расположенной в городе Ирвайн, Калифорния, сначала вице-президентом, а с января 1996 года — президентом и главным операционным директором.
Затем он стал одним из основателей венчурной компании Avalon, где с 1997 по 2000 год работал председателем и главным исполнительным директором. В 2000 году Снайдер с тремя соучредителями основал инвестиционную компанию Ardesta LLC, в которой также работал председателем и главным исполнительным директором. Затем он вернулся в компанию Gateway, где с 2005 по 2007 год был председателем совета директоров. В 2006 году Снайдер был временным главным исполнительным директором, пока ему не была найдена постоянная замена. В 2007 году Gateway была продана компании Acer.

### Политическая карьера
2 ноября 2010 года Снайдер выиграл выборы на пост губернатора штата Мичиган. Он обошёл мэра Лансинга демократа Вёрджила Бернеро и ещё троих кандидатов от мелких партий, набрав 58 % голосов.
Первым указом Снайдера на посту губернатора было разделение Департамента природных ресурсов и охраны окружающей среды на два различные ведомства: Департамент природных ресурсов и Департамент охраны окружающей среды. 17 февраля 2011 года Снайдер представил свой вариант бюджета в законодательное собрание штата, назвав его планом по «перестройке Мичигана».
В апреле 2012 года Снайдер неожиданно прилетел в Афганистан, чтобы поблагодарить и оказать поддержку американским военным. Затем он отправился в Кувейт и Германию, где посетил раненых американских солдат в военном госпитале. Снайдер также принимал участие в торговых делегациях в Европу, Азию и по всему миру, с целью улучшения международных отношений и бизнеса.
Снайдер упоминался как один из возможных кандидатов от Республиканской партии на пост вице-президента на президентских выборах 2012 года.